# Sonali De Rycker
Sonali De Rycker est une investisseuse en capital à risque originaire de Bombay. Elle gère un important portefeuille d'investissements chez Accel où elle est partenaire depuis 2008.

## Biographie
Sonali De Rycker grandit à Bombay puis étudie l'économie au Bryn Mawr College en Pennsylvanie, où elle obtient son diplôme en 1995, et fréquente ensuite la Harvard Business School,,. Elle commence sa carrière dans la banque d'investissement Goldman Sachs à New York, où elle est activement impliquée dans les fusions et acquisitions et le financement d'un certain nombre de clients, dont de nombreuses entreprises technologiques à forte croissance. Elle travaille ensuite chez Atlas Venture où elle gravit les échelons et devient partenaire de la société de capital-risque Accel en Europe depuis 2008,,. Deuxième femme à un tel poste chez Accel, elle se concentre sur les consommateurs, les services financiers de nouvelle génération et les sociétés de logiciels et gère les investissements dans Spotify, Wonga, Shift Technology et Seatwave (en), entre autres,,.
Sonali De Rycker est également administratrice indépendante au conseil d'administration d'IAC cotée au Nasdaq.
En 2019 et 2020, Sonali De Rycker est classée numéro 2 dans la Forbes Midas List et est considérée comme l'une des femmes les plus importantes de la technologie britannique.
En 2022 elle figure sur la liste Inspiring Fifty Europe des femmes les plus influentes dans le secteur des STIM,.